# Isabel Parra (álbum)

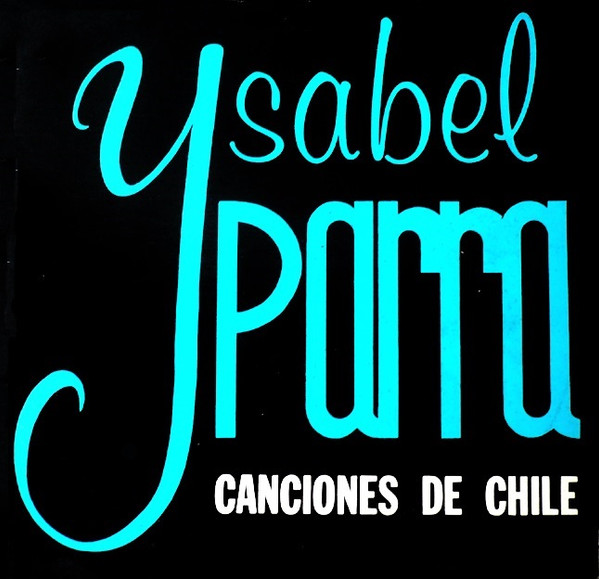
Carátula de la edición argentina de 1966.

Isabel Parra es el primer álbum de estudio como solista de la cantautora chilena Isabel Parra, hija de Violeta Parra, lanzado por el sello chileno Demon en 1966, un año después de su regreso desde Europa junto con su madre y su hermano Ángel.
Este álbum incorpora el uso del cuatro venezolano, instrumento que conoció en su estancia en París, inaugurando su sonido en los arreglos musicales del tema «Canto del agua», tradicional del folclore de Venezuela, y luego en «Un domingo en el cielo», de Violeta. El disco finaliza con el tema «Ave María», compuesta por su hermano Ángel Parra, interpretada por ambos y aparecida el año anterior en su álbum Oratorio para el pueblo.

## Lista de canciones
| Lado A |                                        |                                             |          |  |
| N.º    | Título                                 | Música                                      | Duración |  |
| 1.     | «La jardinera» (tonada)                | Violeta Parra                               |          |  |
| 2.     | «Huyendo voy de tu rabia» (tonada)     | tradicional del Chile central               |          |  |
| 3.     | «Ojos azules» (trote nortino)          | tradicional andina, Manuel Casazola Huancco |          |  |
| 4.     | «Cantando por amor» (canción parabién) | Tito Rojas, Isabel Parra                    |          |  |
| 5.     | «Malhaya el amor, malhaya»             | tradicional peruana                         |          |  |
| 6.     | «Un domingo en el cielo»               | Violeta Parra                               |          |  |

| Lado B |                                                     |                                      |          |  |
| N.º    | Título                                              | Música                               | Duración |  |
| 7.     | «Arranca arranca» (pericona)                        | Violeta Parra                        |          |  |
| 8.     | «La niña que baila el rin» (danza de Chiloé)        | Violeta Parra                        |          |  |
| 9.     | «Para qué me casaría» (o «Yo soy la recién casada») | tradicional chilena                  |          |  |
| 10.    | «Canto del agua»                                    | tradicional venezolana, Isabel Parra |          |  |
| 11.    | «Porque los pobres no tienen»                       | Violeta Parra                        |          |  |
| 12.    | «Ave María»                                         | Ángel Parra                          |          |  |

## Créditos
Intérpretes
- Isabel Parra: voz
- Isabel y Ángel Parra y grupo: instrumentos